# Flaux
Flaux település Franciaországban, Gard megyében. Lakosainak száma 338 fő (2022. január 1.). Flaux La Capelle-et-Masmolène, Castillon-du-Gard, Saint-Hippolyte-de-Montaigu, Saint-Siffret és Vers-Pont-du-Gard községekkel határos.

## Népesség
A település népességének változása:
| Lakosok száma | 113  | 167  | 239  | 294  | 325  | 358  | 375  | 379  | 365  | 338  |
|               | 1968 | 1982 | 1990 | 2006 | 2013 | 2015 | 2017 | 2019 | 2020 | 2022 |